# Foreningen af Danske Interaktive Medier
Foreningen af Danske Interaktive Medier (FDIM) er en brancheforening for danske internetmedier, som blev stiftet den 18. marts 1997 under navnet Foreningen af Kommercielle Danske Internet Sites (FAKDIS).
FDIM er en brancheforening for virksomheder, der arbejder inden for det digitale område. FDIM ønsker at fremme det digitale Danmark gennem udbredelse af viden om den digitale udvikling. 
FDIM beskæftiger sig med tre hovedområder:
- Måling af brugen af digitale medier – FDIM står for den officielle måling af danske websites.
- Faglige aktiviteter og arrangementer – FDIM ønsker at være samlingssted for foreningens medlemmer og bidrage med ny viden til medlemmerne på det digitale område gennem bl.a. seminarer og konferencer
- Politik og regulering af forhold – FDIM arbejder for at skabe de bedst mulige forhold for at drive digital virksomhed i Danmark

## Medlemmer af FDIM
Foreningens medlemmer omfatter de fleste store danske internetmedier, blandt andet AB Gruppen – Aktieselskabet Kristeligt Dagblad – Aller – Berlingske Media -Bolius Boligejernes Videncenter – Danmarks Radio – Eniro – Fagligt Fælles Forbund,( 3F) – Erhvervs- og Selskabsstyrelsen – FDM – IDG Danmark – Jobzonen – JP/Politikens Hus – Jubii – MatchWork World Wide – Mediehuset Ingeniøren – Momondo – Netdoktor Media – JP/Politikens – Rejseplanen – TDC – TV2 – Undervisningsministeriet samt mange flere.

## Sekretariat
FDIM's daglige virksomhed varetages af et sekretariat.
Den 26. juni 2009 meddelte foreningen, at det radikale folketingsmedlem Morten Helveg Petersen skulle ansættes som direktør. Han tiltrådte som FDIM's direktør og ansvarshavende redaktør den 1. august samme år.
Da FDIM i 2011 fusionerede med Danske Medier, blev Morten Helveg viceadministrerende direktør i Danske Medier. I 2013 flyttede sekretariatet over til Danske Medier.

## Ekstern henvisning og kilde
1. ↑  Danske Medier: Danske Medier | Morten Helveg Petersen Arkiveret 2. april 2013 hos  Wayback Machine
2. ↑  FDIM: FDIM flytter og bliver til Danske Medier Arkiveret 3. april 2013 hos  Wayback Machine - 13. april 2013

- FDIM's hjemmeside Arkiveret 2. september 2011 hos  Wayback Machine
- FDIM's topliste Arkiveret 18. december 2011 hos  Wayback Machine